# Runme Shaw
Tan Sri Runme Shaw, född 1901, död 1985. Grundade filmstudion Shaw Brothers och drev den tillsammans med sin bror Run Run Shaw.